# Ladies of the Lights
Ladies of the Lights: Michigan Women in the US Lighthouse Service é um livro de não-ficção de Patricia Majher que fornece detalhes históricos das mulheres que serviram como guardiãs do farol de Michigan por 105 anos.

## Visão geral
Como diretora assistente no Centro Histórico e Hall da Fama das Mulheres de Michigan em 2007, Patricia Majher construiu uma exposição itinerante baseada no artigo de 2003 “Mystery at Sand Point Lighthouse” escrito pela historiadora Kathy Mason. O entusiasmo gerado em Michigan pela exposição levou Majher a compilar seus resultados de pesquisa em um livro, lançado pela University of Michigan Press em 2010. Há um capítulo sobre as primeiras mulheres faroleiras registradas, freiras irlandesas do convento de St. Anne no Condado de Cork que mantiveram o farol de Youghal durante os anos 1190-1542, e a primeira faroleira americana de 1775 em Boston Harbour, Hannah Thomas, que assumiu os deveres de faroleira de seu marido quando ele foi para a guerra. O livro cobre a vida e os deveres de mulheres de Michigan que serviram nos anos 1849-1954. Incluídos no livro estão o salário, deveres e dificuldades que vieram com o cargo, tanto para as mulheres que ocupavam oficialmente os cargos, quanto para as mulheres que serviram extraoficialmente nessa capacidade quando seus maridos não puderam. A autora fornece informações sobre a vida familiar delas.

## Recepção
Cathy Green, da Michigan Historical Review, disse que o livro "desfaz a visão romantizada da vida como faroleira, preservando não apenas o caráter prosaico do trabalho, mas também a natureza excepcional desta carreira". Green creditou o livro por seu amplo apelo ao público além dos aficionados por faróis e observou a meticulosa pesquisa histórica da autora ao apresentar o assunto.
A Yak's Corner, uma revista infantil online da Detroit Free Press e Detroit news, apresentou o livro na cobertura do Mês da História da Mulher de 2011. Mlive, o braço online do Booth Newspapers, também apresentou o livro como parte de sua cobertura do Festival da Guarda Costeira de Michigan em 2011. Após a publicação do livro, Majher foi uma oradora de destaque para a série da Bay County Historical Society sobre faróis.